# سيريل وونغ
سيريل وونغ (بالإنجليزية: Cyril Wong)‏ هو كاتب وشاعر سنغافوري، ولد في 27 يونيو 1977 في سنغافورة.